# Carolina Panthers 2018

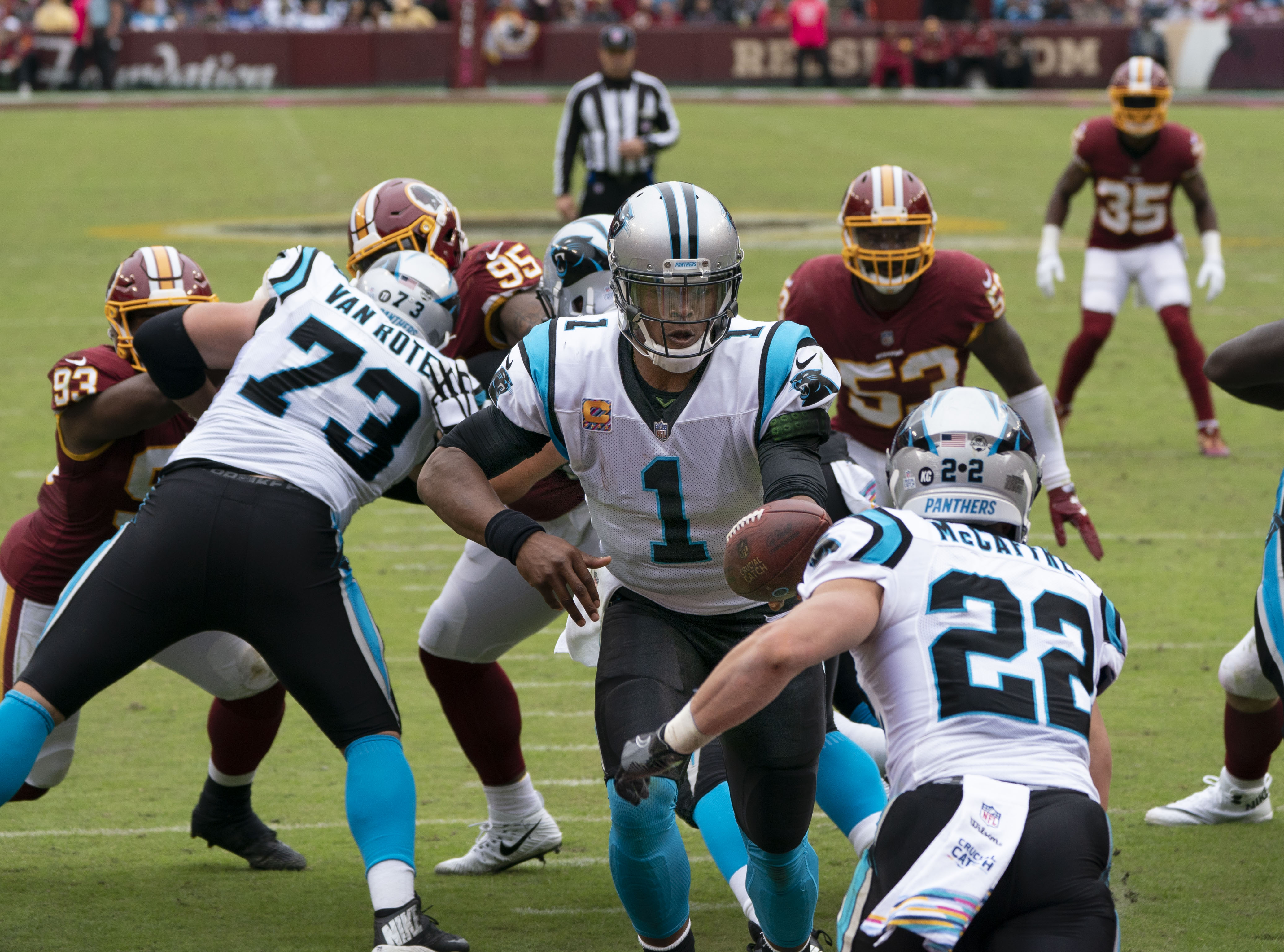
La partita del sesto turno contro i Redskins

La stagione 2018 dei Carolina Panthers è stata la 24ª della franchigia nella National Football League e l'ottava con Ron Rivera come capo-allenatore. È stata la prima stagione senza l'ex-assistente del capo-allenatore/coordinatore offensivo Steve Wilks, ingaggiato come capo-allenatore dagli Arizona Cardinals, e senza l'ex-coordinatore offensivo Mike Shula, ingaggiato come allenatore dei quarterback e coordinatore offensivo dai New York Giants. I Panthers tentavano di migliorare il loro record di 11 vittorie e 5 sconfitte della precedente stagione ma, dopo essere partiti con un record di 6-2, vinsero una sola partita nel resto dell'anno, complici anche i problemi fisici del quarterback Cam Newton che non disputò le ultime gare.

## Scelte nel Draft 2018
| Scelte dei Panthers nel Draft 2018 |        |                     |       |                |                            |
| Giro                               | Scelta | Giocatore           | Ruolo | College        | Note                       |
| 1                                  | 24     | D.J. Moore          | WR    | Maryland       |                            |
| 2                                  | 55     | Donte Jackson       | CB    | LSU            |                            |
| 3                                  | 85     | Rashaan Gaulden     | CB    | Tennessee      | Da Buffalo                 |
| 4                                  | 101    | Ian Thomas          | TE    | Oklahoma       | Da Green Bay               |
| 4                                  | 136    | Marquis Haynes      | DE    | Ole Miss       |                            |
| 5                                  | 161    | Jermaine Carter Jr. | LB    | Maryland       |                            |
| 7                                  | 234    | Andre Smith         | LB    | North Carolina | Da LA Chargers via Buffalo |
| 7                                  | 242    | Kendrick Norton     | DT    | Miami          |                            |

Scambi di scelte
- I Panters scambiarono il loro wide receiver Kelvin Benjamin a Buffalo in cambio della scelta nel 3º giro (85ª assoluta) e della scelta nel 7º giro acquisita dai LA Chargers (234ª assoluta) di questi ultimi.
- I Panthers scambiarono la loro scelta nel 4º giro (123ª assoluta) e il loro punter Kasey Redfern a Cleveland in cambio della scelta nel 7º giro nel 2017 e del punter Andy Lee di questi ultimi.

## Staff
| Staff dei Carolina Panthers nel 2018 |
| --- |
| Organi dirigenziali - Proprietario – David Tepper - Presidente – Vacante - General Manager – Marty Hurney Capo allenatore Ron Rivera Altri allenatori - Forza e condizione – Joe Kenn - Assistente forza e condizione – Jason Benguche Allenatori dell'attacco - Coordinatore offensivo – Norv Turner - Coordinatore del gioco su corsa – John Matsko - Quarterback – Scott Turner - Running back – Jim Skipper - Wide receiver – Lance Taylor - Assistente wide receiver – Jerricho Cotchery - Tight End – Pete Hoener - Assistente offensive line – Travelle Wharton - Controllo qualità dell'attacco – Drew Terrell Allenatori della difesa - Coordinatore difensivo – Eric Washington - Defensive line – Brady Hoke - Assistente defensive line – Sam Mills III - Linebacker – Steve Russ - Defensive back – Vacante - Assistente defensive back (Safety) - Richard Rodgers - Assistente defensive back (Nickels) – Jeff Imamura Allenatori dello special team - Coordinatore dello Special Team – Chase Blackburn - Assistente dello Special Team - Heath Farwell |

## Roster
| Roster dei Carolina Panthers nel 2018 |
| --- |
| Quarterback - 7 Kyle Allen - 3 Garrett Gilbert - 1 Cam Newton Running Back - 40 Alexander Armah FB - 34 Cameron Artis-Payne - 23 Kenjon Barner - 38 Travaris Cadet - 22 Christian McCaffrey Wide Receiver - 14 Mose Frazier - 17 Devin Funchess - 12 D.J. Moore - 10 Curtis Samuel - 11 Torrey Smith - 13 Jarius Wright Tight End - 82 Chris Manhertz - 80 Ian Thomas - 84 Jason Vander Laan Offensive Linemen - 74 Chris Clark T - 67 Ryan Kalil C - 69 Tyler Larsen C - 63 Brendan Mahon G - 72 Taylor Moton T - 77 Corey Robinson T - 65 Amini Silatolu T - 70 Trai Turner G - 73 Greg Van Roten C Defensive Linemen - 97 Mario Addison DE - 92 Vernon Butler DT - 91 Bryan Cox Jr. DE - 98 Marquis Haynes DE - 96 Wes Horton DE - 93 Kyle Love DT - 71 Efe Obada DE - 90 Julius Peppers DE - 95 Dontari Poe DT - 99 Kawann Short DT Linebacker - 56 Jermaine Carter Jr. MLB - 53 Ben Jacobs OLB - 59 Luke Kuechly MLB - 55 David Mayo MLB - 52 Jared Norris OLB - 57 Andre Smith MLB - 54 Shaq Thompson OLB Defensive Back - 29 Mike Adams SS - 24 James Bradberry CB - 31 Lorenzo Doss CB - 35 Corn Elder CB - 28 Rashaan Gaulden S - 26 Donte Jackson CB - 42 Colin Jones FS - 41 Captain Munnerlyn CB - 21 Da'Norris Searcy SS - 25 Eric Reid SS Special Team - 9 Graham Gano K - 44 J.J. Jansen LS - 5 Michael Palardy P Lista delle riserve - 18 Damiere Byrd WR (IR) - 47 Ross Cockrell CB (IR) - 9 Graham Gano K (IR) - 6 Taylor Heinicke QB (IR) - 30 Elijah Hood RB (IR) - 75 Matt Kalil T (IR) - 63 Brendan Mahon G (IR) - 52 Jared Norris OLB (IR) - 88 Greg Olsen TE (IR) - 45 Damian Parms SS (IR) - 21 Da'Norris Searcy SS (IR) - 27 Kevon Seymour CB (IR) - 65 Amini Silatolu G (IR) - 54 Shaq Thompson OLB (IR) - 43 Fozzy Whittaker RB (IR) - 60 Daryl Williams T (IR) Squadra di allenamento - 39 Reggie Bonnafon RB - -- Connor Cook QB - 14 Mose Frazier WR - 23 Josh Hawkins CB - 62 Taylor Hearn G - 64 Dorian Johnson G - 32 Cole Luke CB - 74 Kendrick Norton DT - 84 Jason Vander Laan TE - -- DeAndrew White WR 53 attivi, 8 inattivi, 10 nella squadra di allenamento |
| Legenda - I rookie sono in corsivo. - Il primo ruolo è il principale mentre gli eventuali successivi indicano i ruoli secondari. - (IR) sta per Injured Reserve ed indica la lista ristretta per un solo giocatore infortunato che può tornare ad allenarsi dopo la settimana 6 e a rientrare in prima squadra dopo che questa ha giocato 8 partite. - (NF-Inj.) / (NF-Ill.) stanno rispettivamente per Non-Football Injured e Non-Football Illness ed indicano le liste dove viene inserito un giocatore che ha un infortunio o una malattia non dipendente dal football americano. - (PUP) sta per Physically Unable to Perform ed indica la lista dove viene inserito un giocatore mentre è in attesa di recuperare la condizione fisica. Nella stagione regolare dopo la sesta partita giocata dalla propria squadra, il giocatore ha tempo tre settimane per riprendere ad allenarsi, più tre settimane aggiuntive dal suo rientro agli allenamenti per rientrare in prima squadra. |

## Calendario

### Stagione regolare
| Stagione regolare |                         |                    |                    |                         |                    |
| Turno             | Avversario              | Risultato          | Record             | Stadio                  | Sintesi            |
| 1                 | Dallas Cowboys          | V 16–8             | 1–0                | Bank of America Stadium | Recap              |
| 2                 | at Atlanta Falcons      | S 24–31            | 1–1                | Mercedes-Benz Stadium   | Recap              |
| 3                 | Cincinnati Bengals      | V 31–21            | 2–1                | Bank of America Stadium | Recap              |
| 4                 | Settimana di pausa      | Settimana di pausa | Settimana di pausa | Settimana di pausa      | Settimana di pausa |
| 5                 | New York Giants         | V 33–31            | 3–1                | Bank of America Stadium | Recap              |
| 6                 | at Washington Redskins  | S 17–23            | 3–2                | FedEx Field             | Recap              |
| 7                 | at Philadelphia Eagles  | V 21–17            | 4–2                | Lincoln Financial Field | Recap              |
| 8                 | Baltimore Ravens        | V 36–21            | 5–2                | Bank of America Stadium | Recap              |
| 9                 | Tampa Bay Buccaneers    | V 42–28            | 6–2                | Bank of America Stadium | Recap              |
| 10                | at Pittsburgh Steelers  | S 21–52            | 6–3                | Heinz Field             | Recap              |
| 11                | at Detroit Lions        | S 19–20            | 6–4                | Ford Field              | Recap              |
| 12                | Seattle Seahawks        | S 27–30            | 6–5                | Bank of America Stadium | Recap              |
| 13                | at Tampa Bay Buccaneers | S 17–24            | 6–6                | Raymond James Stadium   | Recap              |
| 14                | at Cleveland Browns     | S 20–26            | 6–7                | First Energy Stadium    | Recap              |
| 15                | New Orleans Saints      | S 9–12             | 6–8                | Bank of America Stadium | Recap              |
| 16                | Atlanta Falcons         | S 10–24            | 6–9                | Bank of America Stadium | Recap              |
| 17                | at New Orleans Saints   | V 33–14            | 7–9                | Mercedes-Benz Superdome | Recap              |

Note
- Gli avversari della stessa division sono in grassetto.

## Classifiche

### Division
| NFC South            | NFC South | NFC South | NFC South | NFC South | NFC South | NFC South | NFC South | NFC South |
| vedi • disc. • mod.  | V         | S         | P         | PCT       | DIV       | CONF      | PF        | PS        |
| -------------------- | --------- | --------- | --------- | --------- | --------- | --------- | --------- | --------- |
| New Orleans Saints   | 13        | 2         | 0         | .867      | 2–1       | 7–2       | 419       | 269       |
| Carolina Panthers    | 6         | 6         | 0         | .500      | 1–2       | 4–5       | 304       | 306       |
| Tampa Bay Buccaneers | 5         | 7         | 0         | .417      | 2–2       | 4–5       | 318       | 355       |
| Atlanta Falcons      | 4         | 8         | 0         | .333      | 2–2       | 4–4       | 296       | 333       |
|                      |           |           |           |           |           |           |           |           |
|                      |           |           |           |           |           |           |           |           |

### Conference
| National Football Conference           | National Football Conference | National Football Conference | National Football Conference | National Football Conference | National Football Conference | National Football Conference | National Football Conference | National Football Conference | National Football Conference | National Football Conference |
| Pos.                                   | Squadra                      | Division                     | V                            | S                            | P                            | PCT                          | DIV                          | CONF                         | SOS                          | SOV                          |
| Capolista di Division                  | Capolista di Division        | Capolista di Division        | Capolista di Division        | Capolista di Division        | Capolista di Division        | Capolista di Division        | Capolista di Division        | Capolista di Division        | Capolista di Division        | Capolista di Division        |
| -------------------------------------- | ---------------------------- | ---------------------------- | ---------------------------- | ---------------------------- | ---------------------------- | ---------------------------- | ---------------------------- | ---------------------------- | ---------------------------- | ---------------------------- |
| 1                                      | Los Angeles Rams             | West                         | 13                           | 3                            | 0                            | .813                         | 4–0                          | 7–1                          | .493                         | .462                         |
| 2                                      | New Orleans Saints           | South                        | 13                           | 3                            | 0                            | .813                         | 2–1                          | 7–2                          | .486                         | .483                         |
| 3                                      | Chicago Bears                | North                        | 9                            | 4                            | 0                            | .692                         | 3–1                          | 6–2                          | .417                         | .380                         |
| 4                                      | Dallas Cowboys               | East                         | 8                            | 6                            | 0                            | .571                         | 3–1                          | 6–3                          | .500                         | .452                         |
| Wild Card                              |                              |                              |                              |                              |                              |                              |                              |                              |                              |                              |
| 5                                      | Seattle Seahawks             | West                         | 10                           | 6                            | 0                            | .625                         | 2–2                          | 6–3                          | .510                         | .339                         |
| 6                                      | Minnesota Vikings            | North                        | 6                            | 5                            | 1                            | .542                         | 2–1–1                        | 5–3–1                        | .479                         | .313                         |
| Non qualificati per i play-off         |                              |                              |                              |                              |                              |                              |                              |                              |                              |                              |
| 7                                      | Carolina Panthers            | South                        | 6                            | 6                            | 0                            | .500                         | 1–2                          | 4–5                          | .469                         | .472                         |
| 8                                      | Philadelphia Eagles          | East                         | 9                            | 7                            | 0                            | .563                         | 3–1                          | 4–5                          | .476                         | .389                         |
| 9                                      | Washington Redskins          | East                         | 6                            | 7                            | 0                            | .462                         | 2–2                          | 6–4                          | .496                         | .410                         |
| 10                                     | Tampa Bay Buccaneers         | South                        | 5                            | 7                            | 0                            | .417                         | 2–2                          | 4–5                          | .479                         | .475                         |
| 11                                     | Green Bay Packers            | North                        | 5                            | 7                            | 1                            | .423                         | 1–2–1                        | 2–6–1                        | .507                         | .417                         |
| 12                                     | Atlanta Falcons              | South                        | 4                            | 8                            | 0                            | .333                         | 2–2                          | 4–4                          | .542                         | .438                         |
| 13                                     | New York Giants              | East                         | 5                            | 8                            | 0                            | .385                         | 0–4                          | 3–7                          | .507                         | .500                         |
| 14                                     | Detroit Lions                | North                        | 4                            | 8                            | 0                            | .333                         | 1–3                          | 2–7                          | .542                         | .531                         |
| 15                                     | Arizona Cardinals            | West                         | 3                            | 9                            | 0                            | .250                         | 2–2                          | 3–5                          | .514                         | .236                         |
| 16                                     | San Francisco 49ers          | West                         | 2                            | 10                           | 0                            | .167                         | 0–4                          | 1–8                          | .479                         | .250                         |
| Criteri di spareggio                   |                              |                              |                              |                              |                              |                              |                              |                              |                              |                              |
| 1. 2. 3.                               |                              |                              |                              |                              |                              |                              |                              |                              |                              |                              |
| Legenda                                |                              |                              |                              |                              |                              |                              |                              |                              |                              |                              |
| w — wild card ottenuta                 |                              |                              |                              |                              |                              |                              |                              |                              |                              |                              |
| x — partecipazione ai playoff ottenuta |                              |                              |                              |                              |                              |                              |                              |                              |                              |                              |
| y — campioni di division               |                              |                              |                              |                              |                              |                              |                              |                              |                              |                              |
| z — salto del primo turno di play-off  |                              |                              |                              |                              |                              |                              |                              |                              |                              |                              |
| * — vantaggio del campo ottenuto       |                              |                              |                              |                              |                              |                              |                              |                              |                              |                              |

## Premi

### Premi settimanali e mensili
- Efe Obada:

difensore della NFC della settimana 3
- Graham Gano:

giocatore degli special team della NFC della settimana 5
giocatore degli special team della NFC del mese di ottobre
- Cam Newton:

giocatore offensivo della NFC della settimana 7
- Christian McCaffrey:

running back della settimana 12